# TVN International
TVN International (iTVN) ist ein polnischer Fernsehsender, der sich an Auslandspolen richtet.
Der Sender startete im April 2004 und ist Teil der TVN-Senderkette und gehört zur Warner Bros. Discovery
TVN International (iTVN) ist ein gebührenpflichtiges kodiertes TV-Programm, das an die im Ausland lebenden Polen adressiert ist.  Das iTVN - Programm wird in Anlehnung an die Programmressourcen anderer Sender der TVN - Gruppe (TVN, TVN Style, TVN Turbo) gestaltet. TVN ist mit seinen Spartenprogrammen der größte Privatsender in Polen. Heutzutage gehören zu dieser Gruppe elf eigene Fernsehsender.
Im Programmaufbau dominieren Unterhaltungssendungen, Serien, Spielfilme und Dokumentarfilme. Einen wichtigen Punkt stellen auch Übertragungen der Fußballspiele der polnischen Liga.
iTVN  wird zurzeit in Deutschland, USA, Kanada, Frankreich und Australien ausgestrahlt.
TVN International ist in Deutschland über Kabelkiosk sowie in den Kabelnetzen von Kabel BW, Vodafone Kabel Deutschland, Unitymedia, Vodafone, T-Home und wilhelm.tel empfangbar, und über Internetfernsehen wie Zattoo.